# Шеховцов, Владимир Иванович
Влади́мир Ива́нович Шеховцо́в (18 февраля 1937 — 26 декабря 2020, Ставрополь) — российский нейрохирург, заслуженный врач России, член правления ассоциации нейрохирургов России.

## Биография
После окончания школы поступил в Ростовский медицинский институт (ныне Ростовский государственный медицинский университет). По его окончании по распределению был направлен в Чечено-Ингушскую АССР. Проработав там несколько лет, переехал в Ставрополь.
Награжден орденом Почета, медалью «За заслуги перед Ставропольским краем», знаком «Отличник здравоохранения Ставропольского края».

### Семья
Три дочери — Ирина — дерматолог, Галина — стоматолог, Ксения — неврологом, работает референтом в Министерстве здравоохранения России.